# شهرستان مک‌لین (داکوتای شمالی)
شهرستان مک‌لین، داکوتای شمالی (به انگلیسی: McLean County, North Dakota) یک سکونتگاه مسکونی در ایالات متحده آمریکا است که در داکوتای شمالی واقع شده‌است.

## خصوصیات
شهرستان مک‌لین ۶٬۰۲۹٫۵۳ کیلومترمربع مساحت دارد.